# Tritonidoxa capensis
Tritonidoxa capensis Bergh, 1907 è un mollusco nudibranchio della famiglia Tritoniidae. È l'unica specie nota del genere Tritonidoxa.